# Манхуф, Миллион
Миллион Манхуф (нидерл. Million Manhoef; родился 3 января 2002, Бемстер, Нидерланды) — нидерландский футболист, нападающий английского клуба «Сток Сити».

## Футбольная карьера
Манхуф — уроженец города Бемстер. Занимался футболом в командах «Пюрмерстейн», «Зебюргия» и АФК. В 14 лет перешёл в академию нидерландского клуба «Витесс». Игрок юношеских команд клуба. С сезона 2020/21 тренируется с основной командой. В августе 2020 продлил контракт сроком на два года.
26 сентября 2020 года дебютировал в Эредивизи поединком против «Аякса», выйдя на поле на замену на 81-й минуте вместо Максимилиана Виттека.
Выступал за юношеские сборные Нидерландов.